# Thranius suavellus
Thranius suavellus là một loài bọ cánh cứng trong họ Cerambycidae.